# FK Rudar Pljevlja
Fudbalski klub "Rudar" Pljevlja (FK Rudar Pljevlja; FK Rudar; Rudar; ćirilica: Фудбалски клуб Рудар Пљевља) je nogometni klub iz Pljevlje, Crna Gora. 

## O klubu
Nogomet se u Pljevljima počeo igrati 1908. godine. Do formiranja kluba dolazi 1920. godine pod imenom "Breznik", ali se ubrzo gasi. Obnavlja se 1923. godine pod nazivom "Sandžak", te tako djeluje do 1940. godine, kada dolazi do promjene naziva u "Jedinstvo". 
 
Za vrijeme Drugog svjetskog rata, klub ne djeluje, te se obnavlja po završetku kao "Jedinstvo", ali se uskoro preimenuje u "Velimir Jakić", po narodnom heroju i bivšem predsjedniku "Sandžaka" / "Jedinstva". 1949. godine klubu se vraća naziv "Breznik" pod kojim djeluje do 1955. godine kada nastaje "Rudar" te klub djeluje dalje pod tim nazivom, uz povremene sponzorske dodatke 1990.-ih. 
 
Do raspada Jugoslavije, 1991. godine "Rudar" se pretežno natjecao u "Crnogorskoj republičkoj ligi", a u sezoni 1972./73. su bili članovi 2. savezne lige – Jug. 
 Od sezone 1991./92. pa do sezone 2005./06., u okviru prvenstava SRJ, odnosno Srbije i Crne Gore, "Rudar" je bio član Prve lige SRJ, 2.  lige SRJ / SiCG, Međurepubličke (3. lige) – Jug i 1. crnogorske lige. 
 
Osamostaljenjem Crne Gore, 2006. godine, "Rudar" je postao redoviti član Prve crnogorske lige koju je osvojio dva puta, te četiri puta osvajač Kupa Crne Gore (do 2019. godine), te je jedan od najuspješnijih crnogorskih klubova. 

"Rudar" je nastupao u kvalifikacijama za "Ligu prvaka" i "Europske lige" (ranije "Kup UEFA").

## Uspjesi

### Nakon 2006. (Crna Gora)
Prva crnogorska liga
- prvak: 2009./10., 2014./15.
- doprvak: 2011./12.
- trećeplasirani: 2010./11., 2015./16.

Kup Crne Gore
- pobjednik: 2006./07., 2009./10., 2010./11., 2015./16.
- finalist: 2011./12.

### Od 1991./92. do 2005./06. (SRJ / SiCG)
1.B liga SRJ
- doprvak: 1993./94.

2. liga SRJ / SiCG
- prvak: 2000./01. (Jug)

1. crnogorska liga (II.)
- prvak: 2005./06.

Međurepublička (Treća) Liga – Jug SRJ
- prvak: 1991./92.

Republički kup Crne Gore
- pobjednik: 2000./01.

### Od 1946. do 1991. (FNRJ / SFRJ)
Crnogorska republička liga / prvenstvo
- prvak: 1957./58., 1965./66.
- doprvak: 1956./57., 1966./67., 1968./69., 1970./71., 1971./72.
- trećeplasirani: 1947./48., 1948./49., 1950., 1958./59., 1961./62., 1962./63., 1963./64., 1979./80., 1982./83.

Crnogorska liga – Sjever
- prvak: 1977./78., 1987./88.

Republički kup Crne Gore
- pobjednik: 1947./48.

## Pregled plasmana
| sezona    | rang lige | liga               | poz.  | klubova u ligi | ut    | pob   | ner   | por   | gol+  | gol-  | bod   | napomene                        | izvori |
| Rudar     | Rudar     | Rudar              | Rudar | Rudar          | Rudar | Rudar | Rudar | Rudar | Rudar | Rudar | Rudar | Rudar                           | Rudar  |
| --------- | --------- | ------------------ | ----- | -------------- | ----- | ----- | ----- | ----- | ----- | ----- | ----- | ------------------------------- | ------ |
| 2006./07. | I.        | 1. crnogorska liga | 4.    | 12             | 33    | 14    | 5     | 14    | 37    | 32    | 47    |                                 |        |
| 2007./08. | I.        | 1. crnogorska liga | 5.    | 12             | 33    | 14    | 10    | 9     | 38    | 26    | 52    |                                 | [ 1 ]  |
| 2008./09. | I.        | 1. crnogorska liga | 5.    | 12             | 33    | 12    | 5     | 16    | 40    | 37    | 41    |                                 |        |
| 2009./10. | I.        | 1. crnogorska liga | 1.    | 12             | 33    | 22    | 5     | 6     | 56    | 26    | 71    |                                 | [ 2 ]  |
| 2010./11. | I.        | 1. crnogorska liga | 3.    | 12             | 33    | 16    | 7     | 10    | 44    | 29    | 55    |                                 | [ 3 ]  |
| 2011./12. | I.        | 1. crnogorska liga | 2.    | 12             | 33    | 23    | 8     | 2     | 60    | 20    | 77    |                                 | [ 4 ]  |
| 2012./13. | I.        | 1. crnogorska liga | 5.    | 12             | 33    | 15    | 6     | 12    | 42    | 40    | 51    |                                 | [ 5 ]  |
| 2013./14. | I.        | 1. crnogorska liga | 6.    | 12             | 33    | 11    | 9     | 13    | 32    | 31    | 42    |                                 | [ 6 ]  |
| 2014./15. | I.        | 1. crnogorska liga | 1.    | 12             | 33    | 22    | 6     | 5     | 58    | 18    | 72    |                                 | [ 7 ]  |
| 2015./16. | I.        | 1. crnogorska liga | 3.    | 12             | 33    | 16    | 10    | 7     | 39    | 26    | 58    |                                 | [ 8 ]  |
| 2016./17. | I.        | 1. crnogorska liga | 8.    | 12             | 33    | 11    | 9     | 13    | 35    | 31    | 42    |                                 | [ 9 ]  |
| 2017./18. | I.        | 1. crnogorska liga | 5.    | 10             | 36    | 13    | 10    | 13    | 32    | 28    | 49    |                                 | [ 10 ] |
| 2018./19. | I.        | 1. crnogorska liga | 8.    | 10             | 36    | 8     | 17    | 11    | 35    | 44    | 41    | igrali kvalifikacije za ostanak | [ 11 ] |
| 2019./20. | I.        | 1. crnogorska liga |       | 10             |       |       |       |       |       |       |       |                                 |        |
|           |           |                    |       |                |       |       |       |       |       |       |       |                                 |        |
|           |           |                    |       |                |       |       |       |       |       |       |       |                                 |        |

## Unutrašnje poveznice
- Pljevlja

## Vanjske poveznice
- fkrudarpljevlja.com, wayback arhiva
- Fc Rudar Pljevlja, facebook sranica
- int.soccerway.com, FK Rudar Pljevlja
- worldfootball.net, FK Rudar Pljevlja
- globalsportsarchive.com, FK Rudar Pljevlja
- weltfussballarchiv.com, FK Rudar Pljevlja[neaktivna poveznica]
- srbijasport.net, Rudar
- sportdc.net, Rudar